# پل دیراک
پل آدِریَن موریس دیراک (به انگلیسی: Paul Adrien Maurice Dirac) ‏ (۸ اوت ۱۹۰۲ در بریستول، انگلستان – ۲۰ اکتبر ۱۹۸۴ در تالاهاسی، فلوریدا)، فیزیک‌دان و ریاضیدان برجستهٔ بریتانیایی و از پایه‌گذاران مکانیک کوانتومی بود و در سال (۱۹۳۳) برنده جایزه نوبل شد.
برخی دیراک را از نظر سواد ریاضی و مبانی نظری، تنها رقیب جدی هم‌عصر اینشتین می‌دانند و برخی مانند استیون هاوکینگ دیراک را بزرگ‌ترین فیزیک‌دان نظری از زمان آیزاک نیوتن تاکنون دانسته‌اند.
بیوگرافی دیراک از او با لقب «صوفی اتم» یاد کرده است.

## زندگی
پدر پاول دیراک، شارل دیراک یک سوییسی فرانسوی زبان و مدرس دانشگاه بود. مادرش نیز فلورنس هولتن دختر یک ملوان از کورنوال بود. پل یک خواهر بنام بتی داشت و یک برادر بنام فلیکس. خودکشی فلیکس در جوانی بسیار بر روی پل اثر گذاشت.
دیراک با پدر خود رابطه عاطفی کم، و در همه عمر از او نفرت داشت. او در عوض به آلبرت اینشتین، احترام پدرانه زیادی می‌گذاشت. به گفته همسرش، وی تنها یک بار در زندگی خود گریست، و آن زمانی بود که خبر مرگ آلبرت اینشتین را دریافت کرد.
دیراک پس از فارغ‌التحصیلی در مهندسی برق از دانشگاه بریستول در ۱۹ سالگی دنبال کار می‌گشت. او درخواست عضویت در دانشگاه کمبریج کرد، که پذیرفته شد. او در سال ۱۹۲۶ از دانشگاه کمبریج، دکترا گرفت و پس از چندی، استاد ریاضی آن دانشگاه شد و کُرسی ریاضیات لوکاسی معروف را تا بازنشستگی در سال ۱۹۶۹ نگه داشت. او پس از بازنشستگی به آمریکا رفت و در سال ۱۹۶۱، استاد برجسته تحقیقات فیزیک در دانشگاه ایالتی فلوریدا شد و ۱۴ سال را، تا پایان زندگی، آنجا سپری کرد.

## آثار

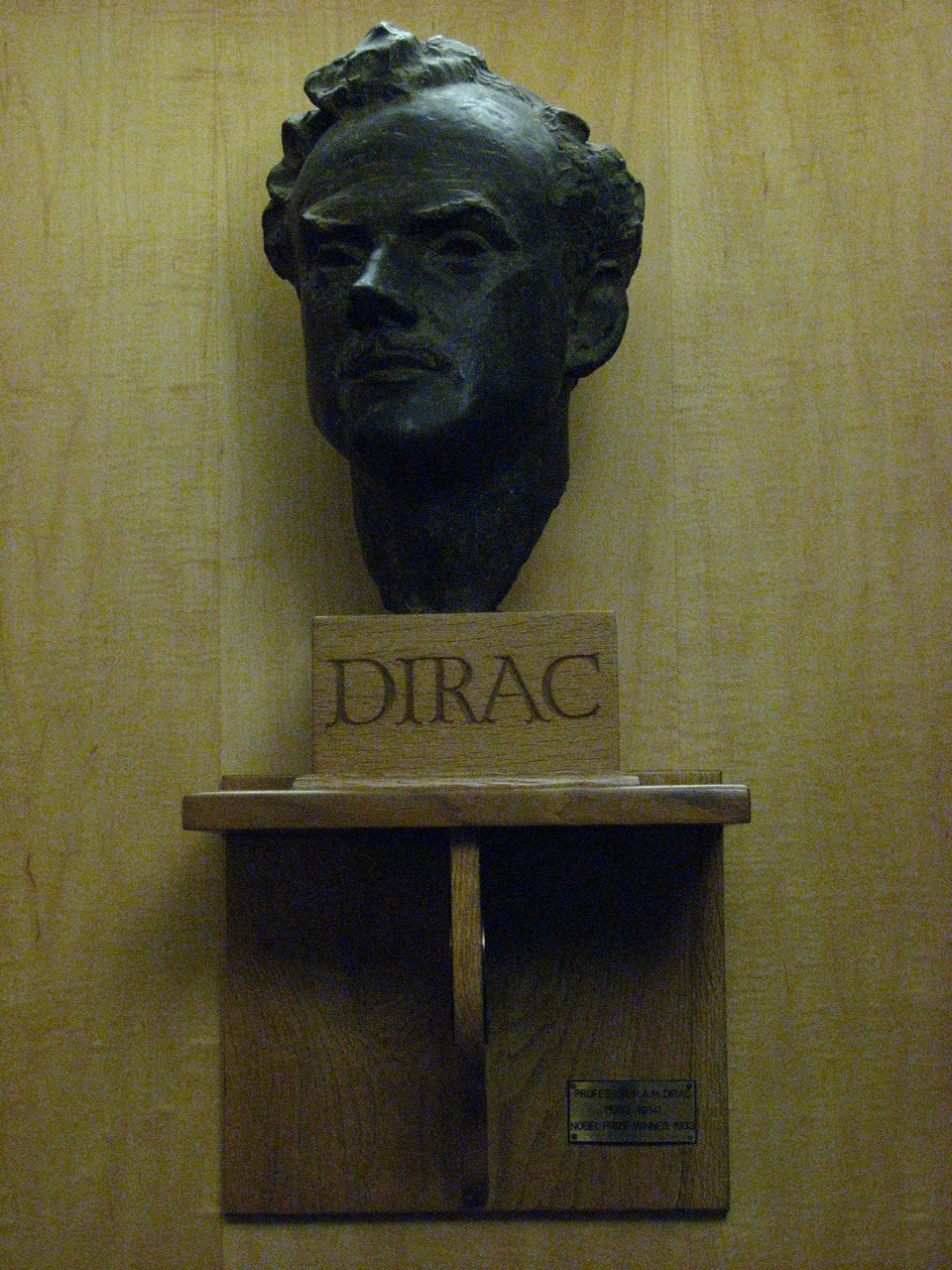
یادبود دیراک در دانشگاه کمبریج

او در سال ۱۹۲۶ یک فرمول‌بندی عمومی از مکانیک کوانتومی پیش نهاد که در هر دو نظریه‌های مکانیک ماتریسی هایزنبرگ و مکانیک موجی شرودینگر در حالت‌های خاص صادق بود. یکی دیگر از حالت‌های خاص این فرمول‌بندی عمومی، مکانیک کلاسیک بود.
در ۱۹۲۸ دیراک، معادله دیراک را، که به نام او نامیده شده، از قاعده پائولی به دست آورد. این معادله که برخلاف معادله شرودینگر نظریه نسبیت خاص را نادیده نمی‌گیرد، برای توجیه تابع موجی الکترون‌ها در حالت نسبی در نظر گرفته می‌شود. این معادله از این رو، اثر زیمن را در نظریه‌اش توضیح می‌دهد. دیراک برای همین، پوزیترون را پیش‌بینی کرد و نشان داد که اسپین یک اثر نسبیتی است. این ذره برای نخستین بار در سال ۱۹۳۲ مشاهده شد.
از این گذشته تابع دلتای دیراک و نمایش برا-کت (bra-ket) حالت‌ها در فضای هیلبرت نیز به دیراک برمی‌گردد.

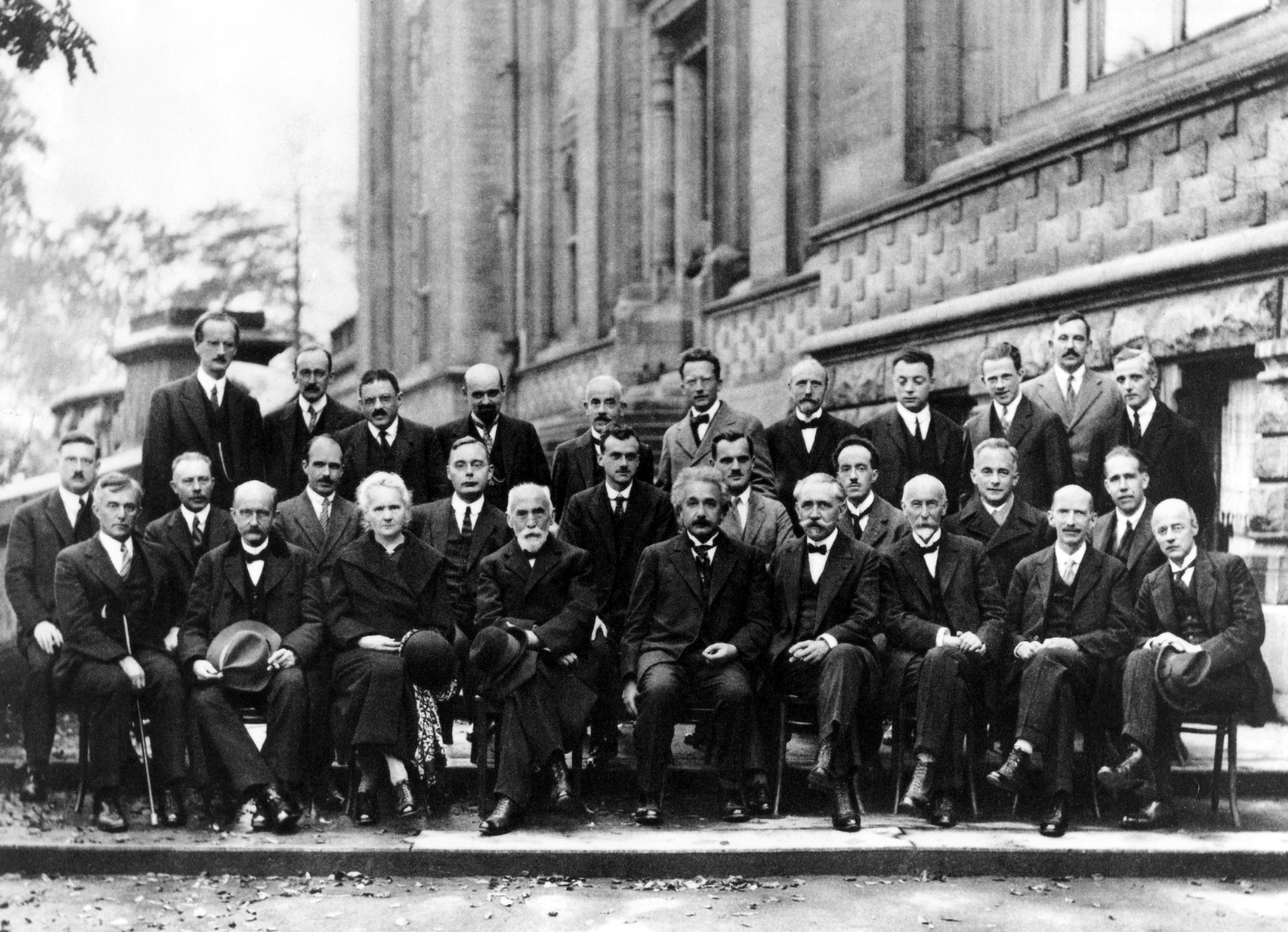
دیراک برای انشتین احترام پدرانه‌ای قایل بود. در این تصویر از کنفرانس سلوی سال ۱۹۲۷ دیراک درست پشت شانه راست این قهرمان خود دیده می‌شود. دیراک به حدی به این تصویر افتخار می‌کرد که از دانشگاه بریستول درخواست کرد آن را قاب کرده و به دیوار دانشگاه بیاویزند. دیراک فقط یکبار در بزرگ‌سالی گریست، و آن زمانی بود که خبر مرگ آلبرت انشتین را دریافت کرد.

سال ۱۹۳۳ دیراک به همراه شرودینگر جایزه نوبل فیزیک را برای معرفی یک مدل اتمی جدید به دست آورد. ۱۹۵۲ نیز، دیراک صاحب مدال ماکس پلانک شد. از این گذشته به افتخار این دانشمند بزرگ، مدال دیراک برای تلاش‌های علمی دیگر دانشمندان، در نظر گرفته شده است.
از دیگر مفاهیمی که از نظر اسم یا سابقه، به دیراک مربوط می‌شود می‌توان این‌ها را برشمرد:
- دریای دیراک
- ریسمان دیراک
- آمار فرمی-دیراک
- تک‌قطبی، تک‌قطبی مغناطیسی
- فرمیون دیراک
- اسپینور دیراک
- عملگر دیراک
- تابع دلتای دیراک

### کتاب‌ها
- Principles of Quantum Mechanics در ۱۹۳۰
- Lectures on Quantum Mechanics در ۱۹۶۶
- Lectures on Quantum Field Theory در ۱۹۶۶
- Spinors in Hilbert Space در ۱۹۷۴
- General Theory of Relativity در ۱۹۷۵

## دیدگاه‌های سیاسی

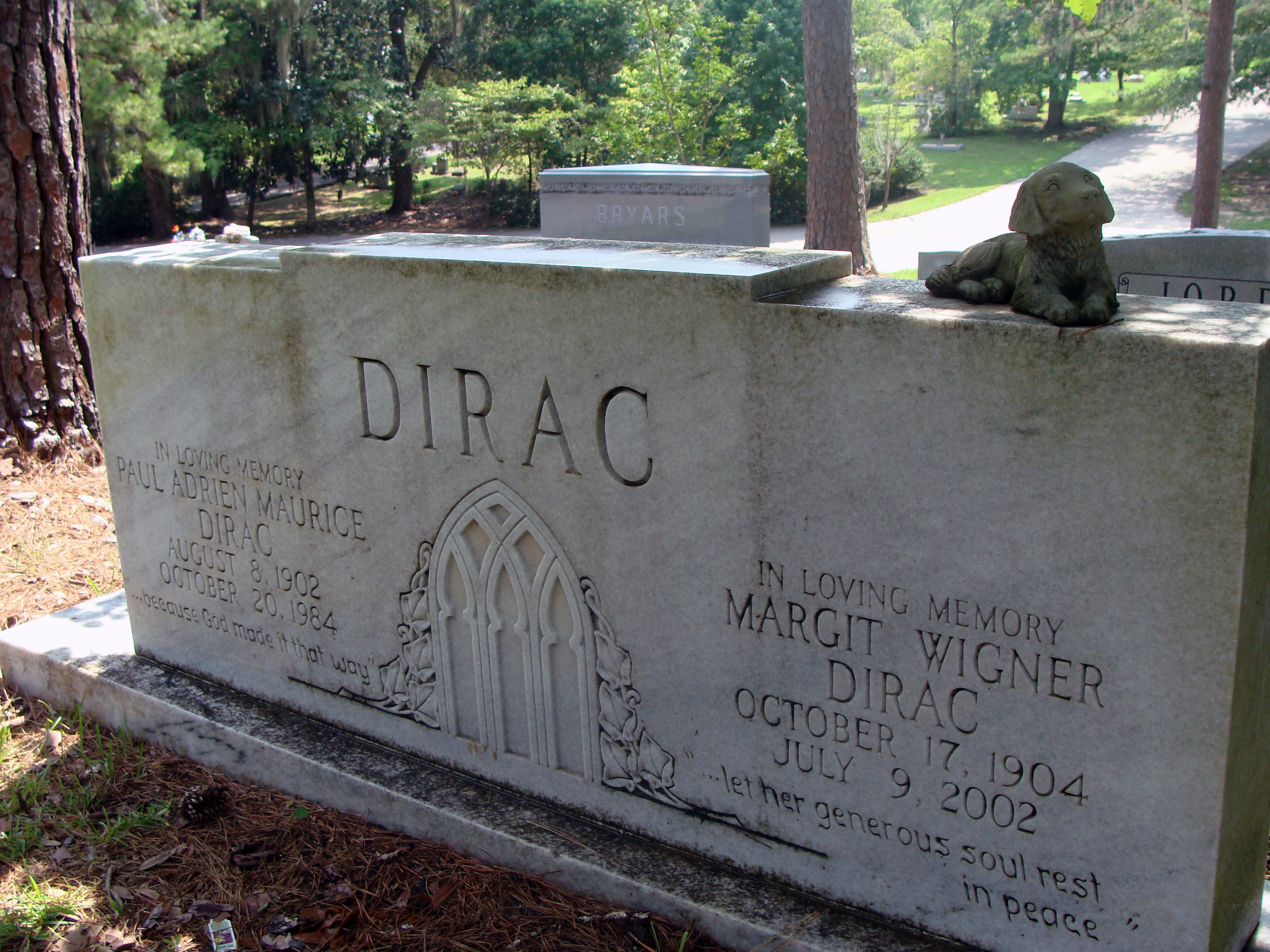
آرامگاه دیراک در شهر تالاهاسی در فلوریدا

دیراک برای دوستی و وفاداری زیادی که در سالیان زیاد با برخی دوستان روسی‌اش، به‌ویژه پیوتر کاپیتسا، پیدا کرده بود، تمایل چپ‌گرایانه داشت. اف‌بی‌آی در زمان جنگ ویتنام، به همسر دیراک، به دلیل مخالفت آشکارش با سیاست‌های آمریکا، بدگمان به فعالیت‌های کمونیستی شده‌بود. دیراک دانشگاه تگزاس در آستین را متهم کرد که او را یک کمونیست قلم‌داد کرده و برای همین دعوت آن دانشگاه برای پیوستن به هیئت علمی آن‌ها را رد کرد و در نهایت، سر از شهر گرمسیری تالاهاسی در فلوریدا درآورد.

## دیدگاه‌های مذهبی
ورنر هایزنبرگ خاطره‌ای از دیدگاه دیراک دربارهٔ خدا در حاشیه کنفرانس سُولوِی در سال ۱۹۲۷، نقل کرده است. او در خاطرات خود می‌نویسد: «صحبت از دیدگاه‌های بوهر و اینشتین دربارهٔ خدا بود که دیراک با این پرسش وارد بحث شد:
من نمی‌دانم چرا اینجا همه دارند دربارهٔ خدا بحث می‌کنند. یک دانشمند باید صادق باشد؛ و اگر ما چنین باشیم باید بپذیریم که دین، مشتی گفته‌های واهی است که هیچ پایه و اعتباری در جهان واقعی ندارد. خدا اساساً زاییده تخیلات بشر است. وجود خدا برای انسانهای اولیه که از قدرتهای طبیعت می‌هراسیدند، قابل فهم است. اما برای ما، که امروزه پدیده‌های جهان را به خوبی می‌شناسیم، دیگر لازم نیست. وجود خدا پای پرسش‌هایی را به میان می‌کشد که هیچ دردی دوا نمی‌کند؛ مثلاً اگر خدا واقعاً هست، چرا در جهان بی‌عدالتی و ستم است. چرا دنیا طوریست که همیشه مرفهان در حال بهره‌کشی از فقیرانند. چرا او از این‌همه فاجعه جلو نمی‌گیرد. اگر هنوز دارند در جهان دین را تبلیغ کرده، گسترش می‌دهند، نه برای این است که دلایل قانع‌کننده‌ای دارد، بلکه برای این است که دین، ابزار قدرت برای کنترل جوامع است. مردم فرمان‌بر و مؤمن، قابل کنترل‌تر از مردم پرسش‌گر هستند. چپاول‌کردن و بهره‌بردن از یک ناراضی، مشکل‌تر از یک راضی است، که هیچ نمی‌پرسد و دستور بالاتری‌ها را می‌پذیرد. دین، افیونی‌ست که باعث می‌شود یک ملت به‌خواب رفته و ستمی که صاحبان قدرت بر آن‌ها روا می‌دارند را نادیده بگیرند. صاحبان قدرتی که همیشه با دین رابطه تنگاتنگ داشته‌اند. دین و قدرت، هر دو نیاز به خدایی دارند که به فرمان‌بران، وعدهٔ پاداش در آینده می‌دهد؛ و از این روست که انکار خدا را گناه نابخشودنی می‌دانند.
در این موقع من به دیراک گوشزد کردم که او دارد دین را با کثافت‌کاری‌های سیاسی اشتباه می‌گیرد. اما او پاسخ داد:
من از اساس با دین مشکل دارم، چرا که آکنده از تناقض است. این همه صحبت از توبه و مشیت الهی و گناه فقط حقیقت را پنهان می‌کند. تسلیم به وجود و فرمان خدا یعنی کمک به حفظ ساختارهای کهنه، در حالیکه زندگی همانند علم است: باید در برابر مشکلات برخاست و برایشان راه حل اندیشید.
در این زمان بود که متوجه شدیم که ولفگانگ پاولی در سکوت مبهمی فرورفته و به دیراک خیره شده. وقتی از او نظرش را در این مورد جویا شدیم، با کمی مکث پاسخ داد:
خب مشخص است که دیراک هم واسه خودش دین و مذهبی دارد؛ و شعارش هم این است: نیست اصلاً خدایی و دیراک رسول اوست. 
همه ما، از جمله خود دیراک، زدیم زیر خنده، و بحث داغ آن شب در لابی هتل مان با همین جمله پاولی خاتمه یافت.